# Die Karriere von Suzanne
Die Karriere von Suzanne (Originaltitel: La Carrière de Suzanne) ist ein französischer Spielfilm aus dem Jahr 1963 und der zweite Teil aus dem Filmzyklus Sechs moralische Erzählungen von Éric Rohmer. Der Schwarzweißfilm mittlerer Länge wurde im 16-mm-Format gedreht.

## Handlung
Bertrand, der Erzähler der Geschichte, studiert in Paris Pharmazie. Zusammen mit seinem Freund Guillaume, einem Studenten der Politikwissenschaft, lernt er in dem Café „Le Luco“ Suzanne kennen, die beim nationalen Tuberkulose-Komitee arbeitet und Abendkurse in Italienisch besucht. Guillaume lädt Suzanne zu einer Party im Haus seiner Mutter ein. Im Laufe des Abends beschäftigt er sich ausschließlich mit Sophie, einer Studentin aus Irland, während Bertrand sich zurückzieht und die beiden beobachtet – insbesondere Suzannes Reaktion. Nach der Party, als von den Gästen nur noch Bertrand und Suzanne geblieben sind, behauptet Guillaume, er sei jetzt zu müde, noch nach Paris zurückzufahren. Er drängt Suzanne, sie solle doch schlafen gehen, und verabschiedet sich kurz darauf auch von Bertrand – er müsse die arme Suzanne trösten. Am nächsten Morgen verlässt Bertrand als Erster das Haus, er fühlt sich unwohl in seiner Rolle als Komplize.
Suzanne sucht Bertrand auf, um wieder mit Guillaume Kontakt aufzunehmen. Bertrand ist davon nicht begeistert, da sie ihn nicht interessiert; er lässt sich aber von ihr zu einer Feier einladen. Guillaume erfährt davon und lässt sich auch eine Zeitlang von ihr aushalten.
Nach der Rückkehr aus den Osterferien bei seiner Familie versteckt Bertrand in einem Buch etwas Geld für einen neuen Anzug. Die Scheine nimmt Guillaume an sich – Bertrand aber verdächtigt Suzanne. Als Bertrand, der inzwischen mit Sophie liiert ist, davon erfährt, dass Suzanne einen Studienkollegen heiraten wird, ändert sich sein Bild von ihr: jetzt findet er sie doch attraktiv.

## Kritik
Das Lexikon des internationalen Films meinte, dass der Film „inszenatorisch noch nicht vollkommen ist, jedoch Handschrift und Absicht des Regisseurs erkennen läßt: Rohmer feiert den Sieg des ‚moralischen Instinkts‘ gegen das berechnende Kalkül“. Es handle sich um „[e]ine intellektuelle Übung voller psychologischer Arabesken“.